# Kinetoskias arborescens
Kinetoskias arborescens är en mossdjursart som beskrevs av Daniel Cornelius Danielssen 1868. Kinetoskias arborescens ingår i släktet Kinetoskias och familjen Bugulidae. Inga underarter finns listade i Catalogue of Life.